# Zamach w Omagh
Zamach w Omagh – zamach bombowy wykonany przez Real Irish Republican Army przy pomocy samochodu pułapki w dniu 15 sierpnia 1998 roku w Omagh w Irlandii Północnej. W wyniku zamachu zginęło 29 osób i około 220 zostało rannych. Powodem zamachu był sprzeciw wobec porozumienia wielkopiątkowego, a celem był sąd w Omagh.
Zamach jest określany jednym z najokrutniejszych w ciągu całego konfliktu w Irlandii Północnej. Natura zamachu rozpoczęła głośną krytykę RIRA. Organizacja ta za zamach przeprosiła.

## Przebieg zamachu

### Tło zamachu
RIRA rozpoczęła swoją paramilitarną kampanię przeciwko porozumieniu już w styczniu 1998 podkładając samochód-pułapkę w Banbridge. Został on jednak rozbrojony przez oddziały specjalne. Kolejny atak, po którym zostało rannych 35 osób, miał miejsce w tym samym mieście kilka miesięcy później. Przypuszcza się, że RIRA w tym okresie jest również odpowiedzialna za dziesięć podobnych zamachów w innych miastach Irlandii Północnej. Zamach bombowy w Omagh miał miejsce trzynaście tygodni po podpisaniu porozumienia wielkopiątkowego.

### Przebieg

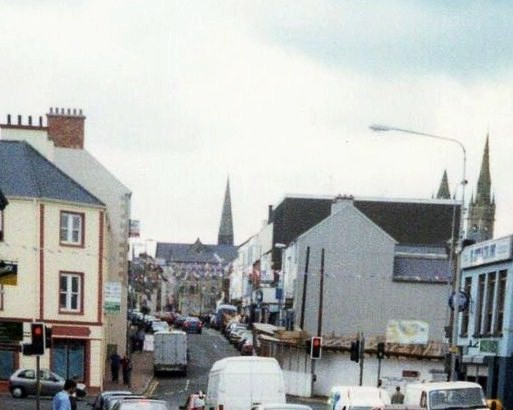
Ulica Lower Market Street, w tle budynek sądu, zdjęcie wykonane 2 lata po zamachu

Samochód Vauxhall Cavalier, którym zamachowcy posłużyli się do zamachu, został skradziony dwa dni przed zamachem w Carrickmacross w Irlandii. W samochodzie podmieniono tablice rejestracyjne na brytyjskie oraz zainstalowano około 500 funtów (ok. 227 kg)  materiałów wybuchowych, których głównym składnikiem były nawozy sztuczne. Samochód przekroczył granicę Irlandii Północnej już w dniu zamachu.
Zamachowców było dwóch i planowali zaparkować samochód-pułapkę przy sądzie w Omagh, lecz nie mogli znaleźć miejsca parkingowego wokół budynku. Ostatecznie samochód zaparkowano na ulicy Lower Market Street przy sklepie odzieżowym. Zamachowcy uzbroili bombę, po czym opuścili samochód i skierowali się w kierunku wschodnim.
Przed wybuchem zostały wykonane trzy telefony ostrzegawcze o podłożeniu bomby w mieście. O 14:32 miał miejsce pierwszy telefon wykonany do Ulster TV ze słowami: Jest bomba, sąd, Omagh, główna ulica, 500 funtów, eksplozja 30 minut. Minutę później telewizja otrzymała kolejną informację telefoniczną: Bomba, miasto Omagh, 15 minut. W kolejnej minucie telefon otrzymało również biuro Samarytan w Coleraine, w którym zamachowiec informował o podłożeniu bomby: Czy dodzwoniłem się do Omagh? To jest ostrzeżenie o bombie. Ona wybuchnie w ciągu 30 minut. Osoba dzwoniąca użyła zwrotu "main street" jako miejsce podłożenia bomby, co było przyczyną niejasności w określeniu jej prawdziwego położenia. Wiadomość ta została przekazana do Royal Ulster Constabulary (RUC). W rzeczywistości jednak samochód znajdował się około 400 jardów (ok. 360 metrów) od sądu. Policja zaczęła ewakuować budynki przy ulicy High Street oraz wokół sądu w kierunku ulicy Market Street nieświadoma tego, że właśnie tam  znajdowała się bomba. 
Bomba została zdetonowana po godzinie 15 GMT zabijając na miejscu 21 osób znajdujących się wokół samochodu. Kolejnych 8 zmarło w drodze do szpitala. Samochód został rozerwany na drobne części, które zostały rozrzucone na odległość 300 jardów (275 metrów). Na miejscu zginęła między innymi kobieta w bliźniaczej ciąży, sześcioro dzieci oraz osoby z trzech pokoleń jednej rodziny.
Samochód-pułapka oraz miejsce zdarzenia na kilka minut przed wybuchem zostały sfotografowane przez hiszpańskich turystów.

## Po zamachu

### Reakcje
Następny dzień w Irlandii Północnej ogłoszono dniem żałoby narodowej. 
Zamach ten, będący atakiem na proces pokojowy w Irlandii Północnej, spotkał się z wielką międzynarodową krytyką. Został potępiony przez ówczesnego premiera Wielkiej Brytanii Tony'ego Blaira oraz królową Elżbietę II. Zamach potępił również przewodniczący Sinn Féin Gerry Adams. Partia ta, będąca politycznym skrzydłem IRA, po zamachu odmówiła współpracy z RUC. Lider partii Martin McGuinness zaznaczył, że w zamachu zginęli zarówno katolicy, jak i protestanci.

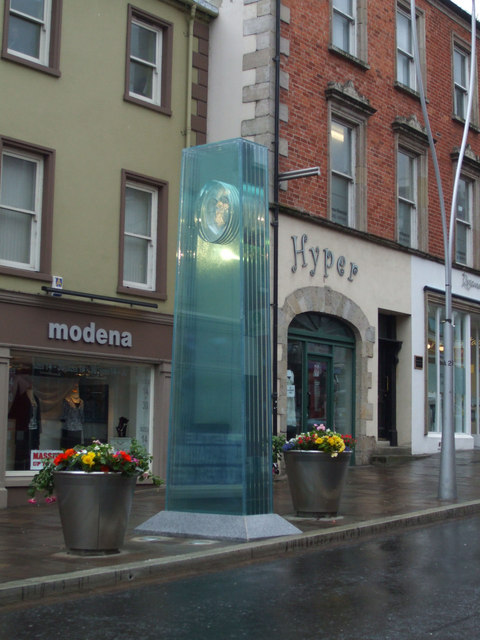
Szklany obelisk przy Market Street

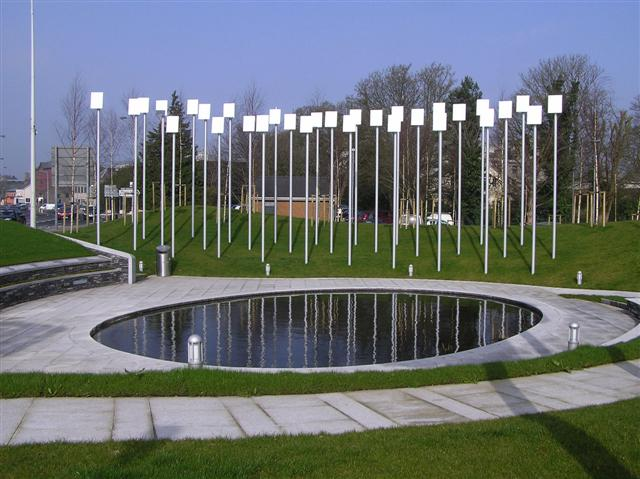
Małe lustra odbijające promienie słoneczne w kierunku obelisku przy Market Street

### Odpowiedzialność
W dniu ataku nikt nie przyznał się do zamachu, ale policja Irlandii Północnej (RUC) podejrzewała o to RIRA. Trzy dni po zamachu RIRA przyznała się do zamachu i jednocześnie za niego przeprosiła. 22 września 1998 RUC i Garda aresztowała 12 osób połączonych z zamachem, których jednak wypuszczono bez oskarżenia. 
25 lutego 1999 zostało aresztowanych 7 osób i trzy dni później wniesiono akt oskarżenia tylko wobec jednej osoby – Colma Murphy. 
9 października 2000 roku program telewizyjny Panorama stacji BBC udostępnił publicznie nazwiska podejrzanych osób. Byli to: Oliver Traynor, Liam Campbell, Colm Murphy oraz Seamus Daly. Policja zaznaczyła, że zna te nazwiska, ale nie jest w stanie wszcząć postępowania, ponieważ nie posiada wystarczających dowodów, aby postawić te osoby przed sądem. 28 października 2000 roku rodziny czworga dzieci zabitych w zamachu wniosły pozew cywilny przeciwko tym czterem podejrzanym.
15 marca 2001 roku rodziny wszystkich 29 zabitych osób wystąpiły z pozwem cywilnym przeciwko RIRA żądając 2 mln funtów odszkodowania. Osoby, którym postawiono zarzuty, to: Seamus McKenna, Michael McKevitt, Liam Campbell, Colm Murphy oraz Seamus Daly. Wszyscy odrzucili oskarżenia, jakoby brali udział w zamachu bombowym. 8 czerwca 2008 sąd wydał wyrok skazujący na czterech z nich: Colma Murphy'ego, Michaela McKevitta, Liama Campbella i Seamusa Daly'ego, natomiast Seamus McKenna został zwolniony z wszelkich zarzutów. Sąd przyznał 12 rodzinom ponad 1,6 miliona funtów odszkodowania.

### Upamiętnienie
Ze względu na niewielką ilość wolnej przestrzeni w miejscu wybuchu, wybudowano pomnik składający się z dwóch części. Jedna znajduje się na miejscu zdarzenia – jest to przezroczysty obelisk z lustrem w kształcie serca. Druga część to większy pomnik położony 300 m dalej w Memorial Park. Jest on zbudowany z jednego lustra, które skupia promienie przesuwającego się po nieboskłonie słońca i odbija je do 31 małych luster, na których wyryte są imiona ofiar (łącznie z dwoma nienarodzonymi bliźniakami). Małe lustra ułożone są w taki sposób, aby połączyć wszystkie promienie w jedną wiązkę, która następnie zostaje przesłana na serce na obelisku w miejscu wybuchu. Pomnik ten został odsłonięty w 10. rocznicę zamachu.